# 普里莫列足球俱乐部
阿伊多夫什契纳普里莫列足球俱乐部（简称“普里莫列”），是斯洛文尼亚阿伊多夫什契納镇的一家足球俱乐部，参加该国顶级足球联赛斯洛文尼亞足球甲級聯賽的赛事。该俱乐部成立于2011年。